# Släta och Oppeby
Släta och Oppeby är en bebyggelse väster om Himmeta kyrka i Himmeta socken i Köpings kommun. Från 2015 avgränsar SCB här en småort.